# Erik Wilhelm Bredberg
Erik Wilhelm Bredberg, född den 7 maj 1787 i Stockholm, död där den 28 mars 1869, var en svensk ämbetsman. Han var dotterson till Pehr Wargentin, son till Erik Bredberg och far till Henrik Wilhelm Bredberg.
Bredberg utnämndes till kvartermästare vid Jämtlands regementes lättberidna dragonskvadron redan när han låg i vaggan och befordrades till kornett 1791. Han beviljades avsked från regementet 1804. Bredberg blev student vid Uppsala universitet 1802, auskultant i Svea hovrätt 1804, i Stockholms rådstuvurätt sistnämnda år, extra ordinarie kanslist i justitierevisionsexpeditionen samma år, vice notarie i Stockholms södra förstads kämnärsrätt 1805 och notarie i Överståthållareämbetet 1808. Han var tillförordnad domhavande i Södertörns domsaga under sex veckor sistnämnda år och tilldelades häradshövdings namn, tur och befordringsrätt 1810. Bredberg blev förste notarie i Överståthållareämbetet 1811, förste stadsnotarie i Stockholms stad 1813, Stockholms borgerskaps sekreterare 1819, rådman i nämnda stad 1820 och ordförande i stadens norra förstads västra kämnärsrätt samma år. Han tilldelades lagmans namn, heder och värdighet 1826 och blev justitieråd samma år. Bredberg var 1834–1843 ledamot av och från 1836 ordförande i direktionen över Allmänna änke- och pupillkassan, ledamot av direktionen över Allmänna institutet för döva och blinda 1840–1854 samt ledamot i kommittén för behandling av frågan om nationalrepresentationens ombildning 1846–1847. Han beviljades avsked från justitierådsämbetet 1852. Bredberg blev riddare av Nordstjärneorden 1828, kommendör av samma orden 1838 och kommendör med stora korset 1838.